# Houlletia roraimensis
Houlletia roraimensis är en orkidéart som beskrevs av Robert Allen Rolfe. Houlletia roraimensis ingår i släktet Houlletia och familjen orkidéer. Inga underarter finns listade i Catalogue of Life.